# Desmidie
Desmidie – według różnych ujęć podrząd (Desmidiales) lub rodzina (Desmidiaceae) glonów z gromady zielenic. W większości jednokomórkowe (czasem tworzące nitkowate cenobia, np. Bambusina, Spondylosium). Komórki wykazują symetrię osiową, przy czym lustrzane części, najczęściej posiadające po jednym chloroplaście, oddzielone są przewężeniem i połączone przesmykiem (isthmus). W ten sposób uzyskują atrakcyjne estetycznie kształty półksiężyców (nowik), gwiazd (Micrasterias), krzyży maltańskich (Euastrum) itp. Błona komórkowa segmentowana, z otworkami.
Podobnie jak pozostałe sprzężnice (Zygnematales, Conjugatophyceae), rozmnażają się przez podział komórki (w przewężeniu) i koniugację, tj. syngamię, w której rolę gamet pełnią całe amebokształtne komórki zlewające się ze sobą po przejściu jednej do wnętrza drugiej lub w łączącym je kanale kopulacyjnym.
Niemal wyłącznie słodkowodne. Występują w raczej niewielkich zbiornikach. Liczni przedstawiciele tolerują warunki występujące w zbiornikach humotroficznych (umiarkowane acydofile). Jako cała grupa bywają traktowane jako bioindykacyjny wskaźnik oligotrofii, jednak kilka gatunków (np. Closterium venus, Closterium ceratium) typowe jest dla jezior eutroficznych. Występują w planktonie oraz bentosie. Wydzielany przez otworki w błonie komórkowej śluz umożliwia im ruch pełzający po podłożu.

## Grafika

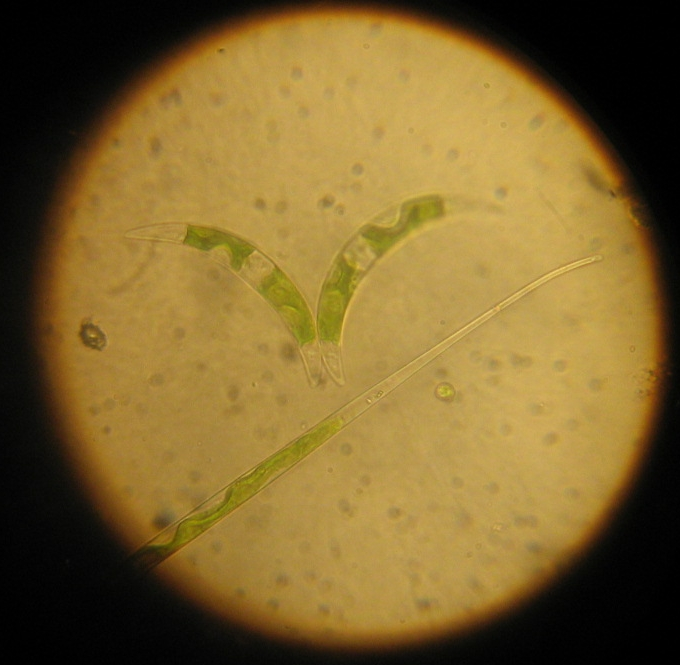
Closterium
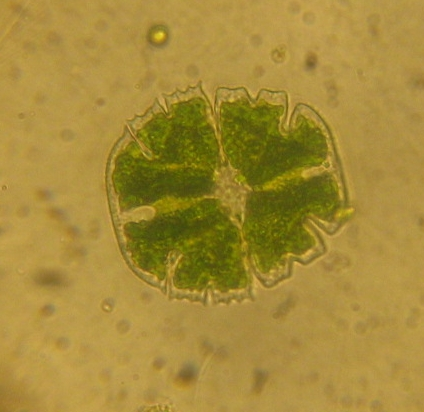
Micrasterias
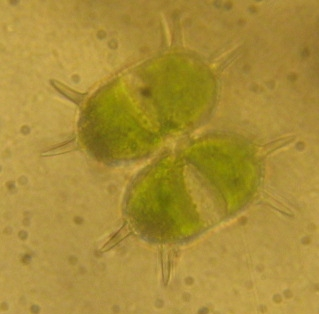
Xanthidium
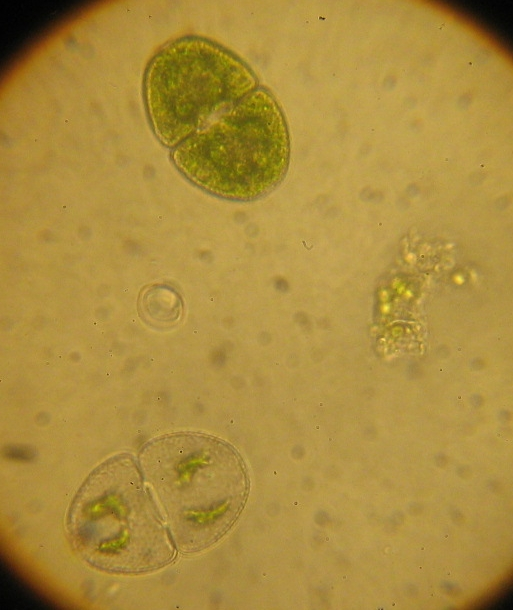
Cosmarium